# Prieuré des Roches-Saint-Paul
Le prieuré des Roches-Saint-Paul est un ancien prieuré situé dans la commune de Ligré, dans le département français d'Indre-et-Loire.
Les vestiges de ce prieuré construit aux XVIe et XVIIe siècles mais partiellement détruits sont inscrits comme monument historique en 1952.

## Localisation
Le prieuré est situé au centre du hameau des Roches-Saint-Paul, qui occupe, au nord de la commune de Ligré, le rebord du coteau de la rive gauche de la Vienne.

## Histoire

Plan du prieuré sur le cadastre napoléonien ; en vert les parties sauvegardées. Le nord est à droite.

Le site des Roches-Saint-Paul semble être occupé de longue date puisqu'un tumulus de l'âge du fer y est signalé au XIXe siècle. Au XIIe siècle,un hameau s'est déjà constitué sous le nom de Locus de Rupibus Sancti Pauli.
Le bâtiment du prieuré qui dépend de l'abbaye Saint-Paul de Cormery est construit au XVIe siècle. Au milieu de ce siècle, c'est Eustache du Bellay qui en est le prieur.
Au XVIIe siècle un nouveau bâtiment est construit, servant d'habitation mais, en 1768, le prieuré est supprimé et ses biens et revenus sont rattachés à la collégiale Saint-Mexme de Chinon. Les bâtiments du prieuré, saisis comme bien nationaux à la Révolution française, sont vendus en plusieurs lots entre le 11 décembre 1794 et le 1er août 1799.
Les façades et les toitures des bâtiments les plus anciens sont inscrites arrêté du 17 avril 1952. Les bâtiments se dégradent peu à peu : la chapelle disparaît à une époque non précisée et, en 1968, l'extrémité méridionale de l'aile occidentale et la tour d'angle qui la flanquait sont démolies.

## Description
Depuis le milieu du XXe siècle, les bâtiments du prieuré se composent de deux ailes, une nord-sud et l'autre est-ouest, reliées dans l'angle nord-ouest ; une tourelle polygonale occupe cet angle, côté cour. Les deux ailes sont tronquées à leur autre extrémité.
L'aile occidentale, construite en moyen appareil de pierre de taille, est percée à l'ouest de fenêtres à meneaux. Ses deux angles nord-ouest et nord-est étaient pourvus d'échauguettes, mais seule subsiste celle de l'angle nord-est. L'extrémité méridionale du bâtiment a disparu, laissant apparaître les arrachements du mur gouttereau et une cheminée, au premier étage du nouveau pignon. Une tour, à l'angle sud-est de l'aile d'origine, a elle aussi été démolie.
L'aile septentrionale, construite en moellons calcaires, a subi de nombreux remaniements. L'église qui la prolongeait à l'est et qui datait sans doute du XIIe siècle est démolie ainsi que son clocher sur plan carré, mais il est possible qu'une crypte subsiste sous le sol du bâtiment moderne qui l'a remplacée.
La tourelle polygonale abrite un escalier d'accès aux étages, large de 1,90 m.

## Pour en savoir plus